# Štefan Blažek
Štefan Blažek (15. prosince 1895 Moravský Svätý Ján – 1996) byl československý politik a poslanec Národního shromáždění za Republikánskou stranu zemědělského a malorolnického lidu.

## Biografie
V parlamentních volbách v roce 1929 získal Republikánskou stranu zemědělského a malorolnického lidu poslanecké křeslo v Národním shromáždění.
Podle údajů k roku 1929 byl profesí rolníkem v Moravském Svätém Jánu.